# Sainte-Marguerite-Lafigère

Sainte-Marguerite-Lafigère este o comună în departamentul Ardèche din sud-estul Franței. În 1 ianuarie 2022 avea o populație de 116 de locuitori.